# Luchthaven Chizhou Jiuhuashan
Luchthaven Chizhou Jiuhuashan (Engels: Chizhou Jiuhuashan Airport, Chinees: 池州九华山机场) (IATA: JUH, ICAO: ZSJH) is een civiel vliegveld, 20 km gelegen van de stad Chizhou, Anhui, China. De bouw van de luchthaven startte op 26 augustus 2009 en werd voltooid op 29 juli 2013.

## Luchtvaartmaatschappijen en bestemmingen
| Luchtvaartmaatschappij  | Bestemming        |
| ----------------------- | ----------------- |
| China Southern Airlines | Guangzhou         |
| China United Airlines   | Peking            |
| Juneyao Airlines        | Chengdu, Shanghai |
| Xiamen Airlines         | Xiamen            |